# 2002年のバレーボール
< 2002年 | 2002年のスポーツ
2002年のバレーボール（2002ねんのバレーボール）では、2002年（平成14年）のバレーボール関連の出来事をまとめる。

## できごと
- 東洋紡オーキス、日立国分トルメンタ、富士フイルム・プラネッツが廃部。

## 国際大会
- 男子世界選手権
  - 金メダル： ブラジル
  - 銀メダル： ロシア
  - 銅メダル： フランス
- 女子世界選手権
  - 金メダル： イタリア
  - 銀メダル： アメリカ合衆国
  - 銅メダル： ロシア

## 国内大会

### 日本
- 第8回Vリーグ
  - 男子
    - 優勝：サントリーサンバーズ

  - 女子
    - 優勝：久光製薬スプリングス

- 第51回全日本選手権
  - 男子
    - 優勝：東レ・アローズ

  - 女子
    - 優勝：東レ・アローズ